# Río Curueño
El Curueño es un río del noroeste de España, que nace en el Puerto de Vegarada de la cordillera Cantábrica, a unos 1.555 m s. n. m., en Valdelugueros, León, España, y que atraviesa la provincia de León por los municipios de Valdelugueros, Valdepiélago, La Vecilla y Santa Colomba de Curueño, antes de internarse en el río Porma, donde desemboca en dicho río por Devesa de Curueño (Santa Colomba de Curueño).
Con sus 47 km, es uno de los ríos más largos de León, con sus 154 km², posee una de las mayores cuencas hidrográficas de la provincia.
El origen de su nombre proviene del Asturleonés, Curenno flumen.
El escritor Julio Llamazares describió el Curueño y todos sus pueblos ribereños, incluido el suyo natal, en El río del olvido, un libro donde narra el viaje a pie que hizo en el verano de 1981 remontando su curso.

## Historia geológica
Su origen geomorfológico está en una cuenca endorreica que acumuló sedimentos en un sistema lacustre central durante buena parte de la Era Cenozoica, hasta que se abrió un desagüe hacia el Atlántico (río Duero). Esto pudo suceder bien mediante una captura fluvial desde el Atlántico (por erosión remontante), o bien por un cambio climático a condiciones húmedas que hiciera rebosar el nivel del agua en la cuenca. La actividad tectónica a partir de esos periodos no ha generado un relieve significativo y no podría haber contribuido sustancialmente a este cambio de drenaje. Posteriormente, y de un modo paulatino, se establecería la actual jerarquía fluvial de la cuenca. Se desconoce en qué momento tuvo lugar la apertura (exorreísmo) de la cuenca, pero la sedimentación lacustre masiva más reciente es de hace unos nueve millones de años.

## Longitud y caudal
Nace en la vertiente meridional del Puerto de Vegarada (Cordillera Cantábrica, a unos 1.555 m s. n. m., en el término municipal de Valdelugueros, León, España.
Su tramo (siempre en la provincia de León) es de 47,3 km, discurre por terrenos de materiales paleozoicos con una pendiente media de 15 m/km hasta llegar a unos 860 m s. n. m. en el encuentro con el Porma en la localidad de Devesa de Curueño (Santa Colomba de Curueño). Discurre también sobre materiales sedimentarios cenozoicos en los que el río ha creado una abundante serie de terrazas fluviales (han llegado a contabilizarse hasta catorce niveles cuaternarios). El río es de régimen pluvio-nival, y su caudal medio es de 5.61 m³/s.

## Afluentes principales
- Riopinos
- Río de Cacabiello
- Río Faro
- Río de Villaverde
- Río Llabias
- Río de las Tolibias
- Río del Fito
- Río de Valdenuciello
- Río de Valdecésar
- Río del Requejo
- Río de Valderones
- Río de Aviados
- Río Valseco
- Río Ciñera
- Río Seco[5]